# Конка-д’Оро (равнина)
Конка-д’Оро (итал. Conca d'Oro, сиц. Conca d'Oru; пер. Золотая раковина) — равнина на острове Сицилия, на которой находится город Палермо. Располагается между Палермскими горами и Тирренским морем. На побережье отдельно от других стоит гора Монте-Пеллегрино, высотой 609 метров. По равнине через город Палермо протекает река Орето.
Территория равнины составляет примерно 100 км², с востока на запад. Её площадь ограничена коммунами и фракциями Монделло, Кардилло, Монреале, Альтофонте, Виллабате, Фикарацци, Багерия. Некогда на всей равнине росли цитрусовые деревья, откуда в XIV веке и возникло название, связанное с золотистыми цветками фруктовых деревьев.
Во второй половине XX века оригинальный ландшафт претерпел серьёзные изменения, что обусловлено расширением городской застройки. Образовавшаяся агломерация получила название Палермского мешка (итал. sacco di Palermo).
Площадь равнины, где по-прежнему выращивают известный сорт поздних мандаринов Чакулли сохранилась лишь в районах Чакулли и Крочеверде-Джардина, оба в черте города Палермо. Этот сорт цитрусовых не так популярен на Сицилии, но пользуется очень большим спросом за рубежом.
Обнаруженная археологами на территории равнины доисторическая культура времён энеолита, получила название культуры Конка д’Оро.